# Leire Olaberria
Leire Olaberria Dorronsoro (Ikaztegieta, 17 febbraio 1977) è un'ex pistard e ciclista su strada spagnola, vincitrice della medaglia di bronzo nella corsa a punti ai Giochi olimpici di Pechino 2008.

## Palmarès

### Pista
- 2004

Campionati spagnoli, Keirin
- 2005

Campionati spagnoli, 500 metri a cronometro
Campionati spagnoli, Keirin
Campionati spagnoli, Velocità
- 2006

Campionati spagnoli, Keirin
Campionati spagnoli, Velocità
- 2007

Campionati spagnoli, Keirin
Campionati spagnoli, Inseguimento individuale
Campionati spagnoli, Scratch
- 2008

Campionati spagnoli, Keirin
Campionati spagnoli, Inseguimento individuale
Campionati spagnoli, Scratch
Campionati spagnoli, Corsa a punti
- 2009

Campionati spagnoli, Inseguimento a squadre (con Eneritz Iturriaga e Ana Usabiaga)
Campionati spagnoli, Inseguimento individuale
Campionati spagnoli, Scratch
Campionati spagnoli, Corsa a punti
- 2010

Campionati spagnoli, Inseguimento a squadre (con Olatz Ferrán e Ana Usabiaga)
Campionati spagnoli, Inseguimento individuale
Campionati spagnoli, Scratch
Campionati spagnoli, Corsa a punti
Campionati spagnoli, Omnium
Campionati europei, Omnium
1ª prova Coppa del mondo 2010-2011, Omnium (Melbourne)
- 2011

Campionati spagnoli, Inseguimento individuale
Campionati spagnoli, Scratch
Campionati spagnoli, Corsa a punti
- 2014

Classifica generale Coppa del mondo 2013-2014, Omnium
- 2015

Campionati spagnoli, Inseguimento individuale
Campionati spagnoli, Corsa a punti
- 2017

Campionati spagnoli, Velocità a squadre (con Tania Calvo)
Campionati spagnoli, Americana (con Eukene Larrarte)

### Strada
- 2010 (Debabarrena-Kirolgi, due vittorie)

Campionati spagnoli, Prova a cronometro Elite
Campionati spagnoli, Prova in linea Elite
- 2014 (Bizkaia-Durango, una vittoria)

Campionati spagnoli, Prova a cronometro Elite

## Piazzamenti

### Grandi Giri
- Giro d'Italia

2010: ritirata (5ª tappa)

### Competizioni mondiali
- Campionati del mondo su pista

Bordeaux 2006 - Inseguimento individuale: 20ª
Palma di Maiorca 2007 - Velocità a squadre: 10ª
Palma di Maiorca 2007 - Inseg. individuale: 16ª
Palma di Maiorca 2007 - Scratch: 5ª
Manchester 2008 - Inseguimento individuale: 15ª
Pruszków 2009 - Inseguimento individuale: 9ª
Pruszków 2009 - Scratch: 18ª
Ballerup 2010 - Omnium: 3ª
Ballerup 2010 - Corsa a punti: 7ª
Apeldoorn 2011 - Omnium: 7ª
Melbourne 2012 - Corsa a punti: 6ª
Melbourne 2012 - Omnium: 8ª
Minsk 2013 - Scratch: 9ª
Minsk 2013 - Omnium: 6ª
Cali 2014 - Scratch: 6ª
Cali 2014 - Inseguimento individuale: 8ª
Cali 2014 - Omnium: 5ª
St. Quentin-en-Yv. 2015 - Corsa a punti: 11ª
St. Quentin-en-Yv. 2015 - Omnium: 7ª
Londra 2016 - Scratch: 16ª
Londra 2016 - Omnium: 11ª
- Campionati del mondo su strada

Copenaghen 2011 - Cronometro Elite: 26ª
Toscana 2013 - Cronometro Elite: 31ª
- Giochi olimpici

Pechino 2008 - Corsa a punti: 3ª
Londra 2012 - Omnium: 13ª

### Competizioni europee
- Campionati europei su pista

Pruszków 2010 - Inseguimento a squadre: 10ª
Pruszków 2010 - Corsa a punti: vincitrice
Apeldoorn 2011 - Omnium: 6ª
Apeldoorn 2013 - Corsa a punti: 3ª
Apeldoorn 2013 - Omnium: 6ª
Grenchen 2015 - Inseguimento a squadre: 9ª
Grenchen 2015 - Corsa a punti: 14ª
Grenchen 2015 - Omnium: 10ª